# Мир, порядок и доброе управление
Во многих регионах и странах Содружества фраза «мир, порядок и хорошее управление» — выражение, используемое в законе, чтобы отразить истинные объекты законодательной власти.
Эта фраза встречается во многих документах Британской империи, наибольшее значение имеет в конституциях Канады, Австралии, а также в бывших конституциях Новой Зеландии и Южной Африки.

## Канада
В Канаде «мир, порядок и хорошее управление» (англ. "peace, order and good government"; фр. "paix, ordre et bon gouvernement") часто используется чтобы описать основные принципы Канадской конфедерации. Впервые появившаяся в акте о Британской Северной Америке 1867 года, подписанном британским парламентом, она определяет принципы работы канадского парламента. В частности, фраза появилась в статье 91 акта, которая является частью раздела, разделяющего законодательную власть между федеральными и провинциальными уровнями государственной власти. В статье 91 фраза дает возможность федеральному правительству принимать законы, которые не входят в область юрисдикции провинций.

### Интерпретации
Очень часто канадское правосудие находит разные аспекты принципа «мир, порядок и хорошее правосудие». Текст статьи 91 позволяет парламенту заниматься законотворчеством «во всех областях, которые не входят в список субъектов провинциальной законодательной системы по этому акту». Отсюда, когда суд заслушивает споры о юрисдикции, если данная область не входит в юрисдикцию провинции, то считается, что федеральное правительство может регулировать её.

#### Чрезвычайное положение
Однако, распределение функций по остаточному принципу не единственный эффект принципа. Согласно канадскому правосудию, руководствуясь этим принципом канадский парламент может объявлять чрезвычайное положение.

#### Национальное расширение
Доктрина «национального расширения» (в оригинале, «дела нации») — альтернативная интерпретация принципа, используемая в середине XX века. Она позволяла парламенту решать вопросы, которые обычно подпадают под провинциальную юрисдикцию, если они принимают важное значение в рамках всей страны.

### Социологическое значение
Несмотря на технические цели, принцип «мир, порядок и хорошее управление» стал значимым для канадцев. Этот лозунг определяет устройство Канады сродни «Свобода, равенство, братство» во Франции или «жизнь, свобода и стремление к счастью» в США. В самом деле, мир, порядок и хорошее управление используется многими учеными чтобы описать политическую культуру Канады. Американский социолог Сеймур Мартин Липсет, например, противопоставляет этот лозунг американскому, чтобы заключить, что канадцы испытывают большее уважение к закону

## В других странах содружества
Фраза «мир, порядок и хорошее управление» встречается во многих документах британского парламента XIX и XX веков, например в Новозеландском Конституционном акте 1852 года, Австралийском конституционном акте 1900 года и так далее.